# سرای قهرودیها
سرای قهرودیها مربوط به دوره صفوی است و در اصفهان، خیابان عبدالرزاق، کوچه حمام شاه علی واقع شده و این اثر در تاریخ ۳۰ تیر ۱۳۸۴ با شمارهٔ ثبت ۱۲۱۰۳ به‌عنوان یکی از آثار ملی ایران به ثبت رسیده است.
این ملک بزرگ با حداقل ۱۳۰۰ متر مربع برای خاندان اربابان اصفهانی در شهرستان اصفهان می‌باشد؛ که بنا به توصیفات این مکان یکی از بزرگترین کاروانسراهای خشکبار و عرقیجات شهرستان اصفهان بوده است که حجم زیادی از خشکبار شامل (آلوچه برغانی - آلو خشکه - پر هلو و انجیر و توت خشکه و…) وعرقیجات شامل (گلاب - نعناع - بیدمشک - خارشتر و…) روستاهای قهرود و قمصر و کاشان در این کاروانسرا به توزیع می‌رسیده است.
لازم است خاطر نشان شود با توجه به ثبت رسیدن این ملک در آثار ملی ایران، هنوز هیچ اقدام اصلاحی یا خرید از صاحبان حقیقی آن از جمله عارف بزرگ حاج مهدی اربابان اصفهانی فرزند حاج میزاعلی اربابان اصفهانی نشده است، و چندین سال است این کاروانسرا به یک ملک متروکه تبدیل شده است و هیچ فعالیتی در آن انجام نمی‌شود.
با توجه به اطلاعات بدست آمده صاحبان سرای قهرودیها اقدام به ساخت یک مسجد روبه روی آن کرده‌اند که کاسبین اطراف بتوانند نمازهای خود را به جماعت گزارده و جلساتی با موضوعات مذهبی و کاسبی و کمک به هم دیگر را در این مکان اجرا می‌کرده‌اند.